# نووی بردیاش
نووی بردیاش (انگلیسی: Novy Berdyash) یک شهرک در شهرستان کاراایدلسکی استان باشقیرستان کشور روسیه است.